# 林信弘
林 信弘（はやし のぶひろ、1947年8月4日 - ）は、日本の哲学者。立命館大学名誉教授。

## 人物・来歴
徳島県出身、神戸市生まれ。京都大学教育学部卒、1976年同大学院教育学研究科博士課程満期退学。2008年「意識の人間学」で博士（文学）(立命館大学)。立命館大学文学部講師、助教授、教授。2018年定年退職、名誉教授。

## 著書
- 『教育の哲学的探求 アイデンティティを求めて』（法律文化社） 1986.4
- 『『エミール』を読む ルソー教育思想入門』（法律文化社） 1987.4
- 『超実存的意識』（法律文化社） 1993.11
- 『意識の弁証法 人間形成論入門』（晃洋書房） 1999.11
- 『意識の人間学』（人文書院） 2007.7
- 『無の人間学』（晃洋書房） 2013.2
- 『いかに生きるか』（晃洋書房） 2013.3
- 『信じ愛すること』（晃洋書房） 2014.6
- 『人間、その光と闇 人生問題への哲学的メッセージ』（晃洋書房） 2016.7

### 共編著・監修
- 『教育人間学の挑戦』（斎藤稔正共編著、高菅出版） 2003.5
- 『愛の人間学』（編著、高菅出版） 2007.6
- 『西田幾多郎の純粋経験』（編著、高菅出版） 2011.4
- 『人間であること: 9人9色の物語』（監修、京都人間学塾編、晃洋書房） 2015.5

## 翻訳
- 『外国人労働者のフランス 排除と参加』（フランソワーズ・ギャスパール, クロード・セルヴァン=シュレーベル、監訳、法律文化社） 1989.2

## 論文
- <林信弘